# T 5C
Berlandieri x Riparia T 5C (zkratka T 5C) je odrůda révy, speciálně vyšlechtěná jako podnož, interspecifický kříženec (též hybridní odrůda, mezidruhové křížení, PiWi odrůda) Vitis berlandieri x Vitis riparia. Konečnou selekci této podnožové odrůdy révy provedl v Maďarsku roku 1922 Alexander Teleki.
Vitis berlandieri je původní druh révy, pocházející z jižní části severoamerického kontinentu, divoce rostoucí především v Texasu, v Novém Mexiku a v Arkansasu. Je znám především svou tolerancí vůči vysokému obsahu vápníku v půdě. Když evropské vinice koncem 19. století napadl révokaz, zavlečený z Ameriky a bylo nutné začít roubovat evropské odrůdy původu Vitis vinifera na americké podnože, bylo zpočátku obtížné najít révu, která by dobře prospívala v půdách, bohatších na vápník. To Vitis berlandieri sice splňuje, ale na druhé straně se špatně přizpůsobuje roubování. Proto se různé podnože, odolné révokazu a tolerantní vůči obsahu vápníku v půdě, vyrábí křížením druhů Vitis berlandieri a Vitis riparia, někdy s podílem genů Vitis rupestris nebo Vitis vinifera.
Vitis riparia je původní druh révy, rozšířený na východním pobřeží severoamerického kontinentu od kanadské provincie Québec do Texasu, ale divoce rostoucí i v některých vnitrozemských státech, jako například Montana, Severní Dakota či Nebraska. Je to odolná a dlouhověká rostlina, schopná dosáhnout až do vrcholků nejvyšších stromů. Její tmavomodré plody byly používány již původními obyvateli Ameriky k výrobě želé, džemu a pravděpodobně i alkoholických nápojů. Výhodou tohoto druhu révy při šlechtění podnoží je vysoká odolnost vůči mrazu, houbovým chorobám, tolerance vůči révokazu a přizpůsobivost různým půdním typům. Geny Vitis riparia nese i poměrně značné množství hybridních moštových odrůd.

## Popis
Podnožová odrůda révy Berlandieri x Riparia T 5C je dvoudomá dřevitá pnoucí liána, dorůstající v kultuře až několika metrů. Kmen tloušťky až několik centimetrů je pokryt světlou borkou, která se loupe v pruzích. Středně dlouhé úponky révy umožňují této rostlině pnout se po pevných předmětech. Růst je v podnožové vinici je bujný, ale slabší, než u odrůdy K 5BB. Vrcholek letorostu je mírně ohnutý, pouze slabě ochmýřený, málo pigmentovaný, světle zelený. internodia jsou červená na osluněné straně, zelená na zastíněné straně, pupeny jsou málo pigmentované. Jednoleté réví je mírně zploštělé, světle až tmavěji hnědé, pruhované.
Mladé lístky jsou měďnatě žluté, málo pigmentované, na rubu mírně pavučinovitě ochmýřené. Dospělý list je velký, hladký až mírně svraskalý, okrouhlý, nečleněný až tří- až pětilaločnatý s mělkými výkroji, světle zelený, na rubu slabě plstnatý, řapíkový výkroj je ve tvaru „V“ až lyrovitý s oblým dnem, otevřený až lehce překrytý, často asymetrický.
Květenství je malé, vytvořené ze samčích, vždy sterilních květů, hrozny odrůda nevytváří. Jednopohlavní, pětičetné květy v řídkých hroznovitých květenstvích jsou žlutozelené.

## Původ a rozšíření
Berlandieri x Riparia T 5C je odrůda révy, speciálně vyšlechtěná jako podnož, interspecifický kříženec Vitis berlandieri x Vitis riparia. Konečnou selekci této podnožové odrůdy révy provedl v Maďarsku roku 1922 Alexander Teleki ze semenáčků, které zaslal v roce 1886 Francouz Euryale Rességuier, který je autorem původního křížení, jeho otci, který se jmenoval Sigmund Teleki.
Odrůda byla dále podrobena klonové selekci například v Geisenheimu (Heinrich Birk). 
V Německu byla odrůda roku 1999 pěstována na 1 ha podnožových vinic, využívána je též v Maďarsku, v Rakousku a na Slovensku. Do Státní odrůdové knihy České republiky byla odrůda zapsána roku 1983. V ČR byla roku 2010 vysazena na 9 ha podnožových vinic, které byly průměrného stáří 21 let, patří zde ke třetí nejčastěji používané podnoži. Registrován je u nás od roku 1979 klon PO-3/7, udržovateli odrůdy v ČR jsou Šlechtitelská stanice vinařská Polešovice, Ing. Alois Tománek a ŠSV Velké Pavlovice.

## Název
Název odrůdy vznikl kombinací názvů obou rodičovských druhů révy. Používané synonymum T 5C je pracovním názvem odrůdy. Další, lokálně používaná synonyma jsou T 5 C, 5C, 5 C, Берландиери x Рипариа Телеки 5 Ц, (Rusko) Geisenheim, 5 C Teleki, Berlandieri x Riparia T 5 C, Geisenheim 5C.

## Pěstování
Vegetační cyklus od rašení do opadu listů je 175–190 dní při sumě aktivních teplot (SAT) 2900–3000 °C. Réví vyzrává na 78–80 %. Růst je bujný, naštěpované odrůdy na ni rostou středně bujně až slabě, bujné odrůdy tak oslabuje v růstu. Zakořeňuje ve středních hloubkách, zato velmi dobře a hustě. Odolnost vůči mrazu je většinou dobrá, odolnost vůči suchu je vyšší, než u odrůdy K 5BB, ale i tak pouze průměrná, odolnost proti révokazu je velmi dobrá, odolnost vůči houbovým chorobám je dobrá. Je citlivější na chlorózu. Není vhodná pro vyšší tvary a velké zatížení keřů, hodí se zejména pro střední vedení. 

### Půdy
Odolnost vůči aktivnímu vápníku v půdě je vyšší, než u odrůdy K 5BB, i tak snáší pouze přibližně do 17 % aktivního Ca v půdě. Je vhodná zejména pro půdy hlinité, nevhodná je pro půdy příliš písčité, jílovité, studené a zamokřené.

### Využití
Afinita k odrůdám Vitis vinifera je dobrá. Je vhodná zejména pro bujněji rostoucí odrůdy a pro odrůdy, citlivé na sprchávání květenství, zejména pro odrůdy rodiny Pinot, Ryzlink rýnský, Tramín červený, Pálava, Sauvignon, Cabernet Moravia, Cabernet Sauvignon, Svatovavřinecké, Frankovka a Modrý Portugal.

### Multimédia
- Ing. Radek Sotolář : Multimediální atlas podnožových, moštových a stolních odrůd révy, Mendelova zemědělská a lesnická universita Brno, zahradnická fakulta v Lednici
- Martin Šimek : Encyklopédie všemožnejch odrůd révy vinné z celýho světa s přihlédnutím k těm, co již ouplně vymizely, 2008–2012